# アーマード・コア フォーアンサー
『アーマード・コア フォーアンサー』 (ARMORED CORE for Answer) は、フロム・ソフトウェアから発売されたロボットアクションゲームであり、『アーマード・コアシリーズ』12作目にあたる。2008年3月19日にプレイステーション3とXbox 360版が同時発売。
通称は『fA』 (for Answer) 。
前作と同様、レギュレーション（アップデートファイル）によりパーツバランスを調整することも可能。
キャッチコピーは「この戦いの向こうに、答えはあるのか。」

## 概要
『アーマード・コア4』の前日談である国家解体戦争から数えて数十年後の世界を舞台とした続編であり、『AC4』の登場人物の一部も引き続き登場する。
本作では、プレーヤーの選択でシナリオが分岐するマルチエンディングを採用している。シナリオのうち、「人類種の天敵」ルートでは主人公が仲間たちと決別する内容である。
最大7kmの巨大兵器「アームズフォート」が敵として登場し、それに接近し攻略するための増設ブースター「ヴァンガード・オーバード・ブースト（VOB）」による時速約2000kmでの高速移動による戦闘の追加や、敵の攻撃を防ぐプライマルアーマーを攻撃に転用した「アサルトアーマー」等が追加。マップ上の物体ほぼ全てが破壊可能となった。
前作『AC4』ではPS3版とxbox 360版とで異なっていたゲーム内容は、本作以降は両ハード版でゲーム内容がほぼ統一化され、違いはROM媒体の容量等とサウンド出力と映像処理方法等くらいである。また、本作以降のシリーズ作品では、『AC3P』を除いた全てのパッケージ版でデータインストール機能が標準搭載されている。

## ゲームシステム
本作からの細かな変更点として、攻撃対象の固定機能が廃止され、スタビライザーの重量制限が撤廃された他、操作タイプに「SIMPLE」が新規追加。AC4からのデータコンバートは機体図面・ペイントデータのみ移行可能。但し、データコンバートは同じハード同士のみ可能。
アサルトアーマー
前作のプライマルアーマー(PA)を攻撃に転用したもので、PAゲージをすべて消費することで自機の周囲に爆発を起こす。失ったPAの再展開には時間を要するため、しばらくの間無防備な状態を晒すことになる。また、専用の背部装備を用いることでアサルトアーマーのエネルギーを前方へ飛ばすアサルトキャノンも使用可能となる。
難易度の緩和
本作では、続編作にしては珍しく難易度が抑えられている。これは、PS3の発売時期と重なっていたAC4では、コアユーザーをターゲットにせざるを得なかったのに対して、fAではPS3本体及びXbox 360本体がある程度普及し、初心者に対する配慮が急がれていたという当時のゲーム事情が背景にあると思われる。それを象徴するのが、「オート操作サポート」、「簡易操作モード（SIMPLE）」、「チュートリアルモード」の追加である。また、前作同様にハードモードも用意してあるので、全体的に初心者から上級者まで対応できる難易度になっている。
その他
メニュー構成はクロスバー方式の表示画面となった。加えて、ボタン重複がある操作は出来なくなった。
従来の『AC』シリーズから採用されてきた「インターフェイスシステム」、『AC3』シリーズに登場した「僚機出撃システム」、『AC2AA』で登場した「共同ミッション（オンライン対応）」が復活している。

## ストーリー
国家解体戦争から数十年。大気と土壌の汚染が深刻化した世界において、企業は危機的状況に陥った生活圏から脱すべく「クレイドル」と呼ばれる巨大な空中プラットホームを開発建造する。人類の過半数は高度7000m以上に設置されたクレイドルへ移住した。
その一方で、かつて戦場の覇権を握った人型兵器アーマード・コア「ネクスト」とその搭乗者「リンクス」は、一個人の能力に全てを頼る戦力であることから、その不安定さを嫌った企業によって興された組織「カラード」の管理下に置かれ、全てが地上へ残されることとなった。
かつてレイレナード社を壊滅させ、アナトリアを滅ぼした2人のリンクスによる決闘から数年。企業間戦争の主役は超巨大兵器「アームズフォート」に取って代わられ、かつてのリンクス達は地上における尖兵と成り果てていた。
物語は、名も知られぬ一人のリンクスが地上勢力「ラインアーク」を襲撃するところから始まる。

## キャラクター
主人公
今作のプレイヤーキャラクターである、「ストレイド」（機体名変更可能）を駆る新人リンクス。
様々な勢力からの依頼を遂行していく内に、企業間戦争の趨勢を決める存在となっていく。
初期状態のパイロット名はネクスト「ホワイト・グリント」のパイロットと同じ「Unknown」だが、別人である。
またACシリーズでは主人公の人物設定が一切明かされない事が多いが、本作の場合は「彼」「甘い男」などと呼ばれることのほか、一部のキャラクターの発言から比較的若い男性であることが示唆されている。
なお、作中の楽曲｢Scorcher｣は主人公をイメージした楽曲である。
セレン・ヘイズ
声：伊藤美紀
主人公を担当するオペレーター。辛辣な口調で喋る女性だが、主人公に対する心遣いが見られるセリフも多い。主人公の初期搭乗機体「ストレイド」の設計も行っている。セレンは英語で「澄み切った」、ヘイズは「霞」を意味し、前作に登場したNo.16のオリジナルリンクス「霞スミカ」の名前になる。ルートによっては主人公と袂を分かち、とあるミッションのハードモードにて主人公の前に敵として立ちはだかる事になる。
フィオナ・イェルネフェルト
声：坂本真綾
前作主人公のオペレーターだった女性。今作ではホワイト・グリントを駆るリンクスNo.9のunknownのオペレーターとして登場する。
今作ではあまり感情的な様子を見せず、淡々とした口調で話す。

### 管理機構カラード所属リンクス
No.1　オッツダルヴァ
声：諏訪部順一
今作におけるトップランカーであり、歯に衣着せぬ毒舌家。搭乗機体の「ステイシス」はオーメル・サイエンス・テクノロジーの新標準機TYPE-LAHIREだが、同社の機体設計コンセプトを無視した中距離射撃戦用の武装構成となっている。機体名は「停滞」を意味し、リンクス名はグルジア語で「28」を意味する。ラインアーク襲撃作戦に参加した際、戦闘中にメインブースターを破損して機体ごと海没し、行方不明となる。
作中の楽曲｢Remember｣は彼をイメージした楽曲となっている。
No.2　リリウム・ウォルコット
声：名塚佳織
名門ウォルコットの末裔である女性リンクスで、王小龍の秘蔵っ子でもある。また、かつての「女帝」メアリー・シェリーの後継者と目されている。常に丁寧な口調を崩さない。搭乗する「アンビエント」の設計はBFF社によるもので、狙撃戦主体だったメアリーと異なり、王小龍の重四脚機との協働における前衛を意識した機体構成となっている。
No.3　ウィン・D・ファンション
声：田中敦子
前作に登場したリンクス「霞スミカ」の後継で、インテリオル・ユニオン系の主要リンクスとして動く女性。搭乗機の「レイテルパラッシュ」は細身の軽量機でありながら、高火力のレーザー兵器を用いた激しい容赦のない戦い方をする。彼女と対立するGAの兵士から、真鍮色の機体をもじって“ブラス・メイデン”の蔑称で呼ばれることもある。機体名は中世の剣の一種から。
No.4　ローディー
声：楠見尚己
リンクス戦争の生き残りで、老兵を自称している。当時から変わらぬパーツ構成の旧式重量2脚ネクスト「フィードバック」を駆る。。前作においては「小規模ノーマルの撃退がせいぜいの『粗製リンクス』」と揶揄されていたが、豊富な経験によりAMS適性の低さを補えるだけの実力を身につけ、今やGA最強のリンクスと讃えられている。
No.5　ジェラルド・ジェンドリン
かつてオリジナルのリンクスであるレオハルトが乗っていた、ローゼンタールの象徴機体「ノブリス・オブリージュ」から受け継いだリンクス。高いAMS適性と安定した精神を兼ね揃え、企業におけるリンクスの理想形とされている。
No.6　スティレット
声：武田華
国家解体戦争当時からインテリオル・ユニオンに属する女性リンクス。火力に重きを置いた、EN装備主体の戦車型ネクスト「レ・ザネ・フォル」を駆り、単独での戦闘を得意とする。機体名は「狂騒の時代」を意味する。
No.7　ロイ・ザーランド
声：白熊寛嗣
特定の企業に加担しない独立傭兵としては最高クラスのリンクス。しかし立ち位置はインテリオルに近く、アルドラが少数生産した旧標準機であるHILBERT/G7を愛用する。空とぼけた男で、「信用できないが必要な仕事はこなす」と評されている。
機体名は「至福」を意味する「マイブリス」。
No.8　王小龍（ワン・シャオロン）　
国家解体戦争当時からBFFに属する高齢のリンクス。搭乗する「ストリクス・クアドロ」は長射程の武器を装備し、後方支援に徹する戦闘スタイルを貫いている。機体名は「四つ足のフクロウ」を意味する。リリウムと共に行動する事が多く、指示を出す立場であるため、事実上BFFを代表するリンクスとなっている。リリウムからは｢王大人（ワン・ターレン）｣と呼ばれている。
No.9　Unknown　
反企業勢力ラインアークに属するリンクス。天才アーキテクト・アブ＝マーシュの手がけたオリジナルフレームで構成された完全ワンオフネクスト「ホワイト・グリント」を駆る。政治的な配慮によりカラードランクは9だが、実力的にはリンクスの中でも最高クラスであり、ラインアークが企業連と敵対できる要因となっている。搭乗リンクスは不明であるため、劇中ではホワイト・グリントとのみ呼称される。
単機で企業を壊滅させた事があると紹介され、未使用音声ではオッツダルヴァから「リンクス戦争の英雄」と呼ばれており、それに該当する人物でリンクス戦争を確実に生き延びたのは前作の主人公のみだが、劇中では明言されていない。
ホワイト・グリントは「白い閃光」を意味し、機体名とエンブレムは前作で登場したジョシュア・オブライエンのものと同じ。ジョシュアの乗機もアブ＝マーシュによって設計されたものである。
No.10　ハリ
カラードランク上位の独立傭兵。短時間しか発揮できないという特殊なAMS適正の持ち主で、乗機「クラースナヤ」は、高速突撃機である03-AALIYAHをベースに、継戦能力を度外視した構成になっている。
機体名はロシア語で「赤」を意味する。
No.11　ダリオ・エンピオ
声：最上嗣生
ローゼンタール所属のリンクス。野心家で権力志向が強く、更に攻撃的で自信に満ちている。皮肉屋なところもあり、政治的に見返りの少ない仕事はやりたがらない。乗機「トラセンド」はEN兵器を主体にした、汎用性の高い中量機。
機体名の由来は英語のTranscendで「超越する」を意味する。
No.12　リザイア
声：加藤悦子
オーメル所属の女性リンクス。補助ブースターを装備した軽量二脚型ネクスト「ルーラー」を乗機とする。ショットガンと速射性の高いブレードで近距離戦闘を展開するが、ミサイルも装備しており中距離戦にも対応する。
機体名は英語で「統治者」や「定規」を意味する。
No.15　シャミア・ラヴィラヴィ
声：加納千秋
「アルゼブラの蜘蛛女」の異名を持つ女性リンクス。GAからは｢かなりキレた女｣と評される。ECMによる電子妨害と、近距離で当たれば一撃でPAを無効化するスラッグガンを装備した機動力の高い四脚型ネクスト「レッドラム」を駆り、自分の有利な状況に相手を誘い込む局地戦を好む。機体名のredrumは、逆さにするとmurder（殺人者）となる。
No.16　有澤 隆文
声：浦山迅
有澤重工代第43代社長にして、重装タンク型ネクスト「雷電」を駆るリンクスでもある。実弾防御と火力を高めたタンク型の特性を活かし、正面きっての撃ち合いには絶対の自信を持ち、アームズフォート級の制圧力を持つと言われている。企業の支配者自ら前線で戦うという荒唐無稽さから、作中では影武者ではないかと噂されている。
No.17　CUBE
声：阪口周平
アスピナ機関所属のテストパイロットで、同機関の標準機X-SOBREROをベースとし、武装を速射性の高い実弾兵器で統一した空力性能にのみ特化した軽量二脚ネクスト「フラジール」を駆る。OB時の最高速度はVOB装備のネクストに匹敵するというその機体は極端な制御負荷から、多くの搭乗リンクスを潰してきたとされる。
機体名はフランス語で「壊れやすい物」を意味する。
No.18　メイ・グリンフィールド
声：武田華
GA所属の女性リンクスで、GA関連の依頼において遼機として登場する。ミサイルの火力支援に長けた緑色の重量2脚型ネクスト「メリーゲート」に搭乗する。癖の強いリンクス達の中では穏健で、かなりの常識人である。エンブレムが緑色のスマイリーフェイスであることから、「スマイリー」の愛称で呼ばれる。
No.19　ド・ス
作中唯一のテクノクラート所属の男性リンクスで、広島弁で喋る。ミッションでは敵としてシャミアと共に登場。軽量二脚型の機体に、直撃すればネクストだけでなくアームズフォートをも一撃で破壊する威力を持つ射突型ブレード｢KIKU｣を搭載したネクスト「スタルカ」を駆る。劇中では濃霧と障害物で視界が悪い中、背後を取るような動きで迫ってくる。
No.20　エイ=プール
声：木下紗華
インテリオル・ユニオン所属の女性リンクスで、インテリオル関連の依頼において遼機として登場する。リンクス戦争からの生き残りの一人。リンクス戦争期から変わらない、自律追尾ミサイル満載の支援特化型ネクスト「ヴェーロノーク」を駆る。
No.22　カニス
声：白熊寛嗣
主にオーメル関連の依頼を請け負う独立傭兵で、オーメル関連の依頼において主人公の僚機として登場する。中量2脚型ネクスト｢サベージビースト｣を駆る。ダリオ・エンピオとは（実力が伴わないという意味で）正反対の自信家であり、成果に対し大言を吐く事が多い。ミッション達成率は高く、機体の性能も高いとされているが、仕事を選り好みするため評判は芳しくない。
機体名のサベージ(savege)とは残虐、貪欲等を意味する英語。直訳すると｢残虐な獣｣となる。
No.24　ドン・カーネル（声：ふくまつ進紗）
新標準機開発プロジェクトのサンプルとして、GA通常軍からリンクスとなった。専用の散弾バズーカを装備した重量二脚ネクスト「ワンダフルボディ」に搭乗する。ミッションで戦うリンクスとしては、最も早い時期に登場する。ミッションでの動きは悪く、ウィン・Dからは「粗製」と評された。
No.27　パッチ、ザ・グッドラック
声：楠見尚己
「幸運の持ち主」を自称するベテランの独立傭兵。軽量逆関節の脚部に重量コアを搭載したネクスト「ノーカウント」に搭乗する。ORCA旅団のイレギュラーリンクスと組み、主人公達と戦う。AC史上初となる命乞いを行い、敵前逃亡を謀った。
No.28　ダン・モロ
声：阪口周平
主にGA関連の依頼を請け負う独立傭兵で、GA関連の依頼において遼機として登場する。搭乗するネクストは汎用性を重視した「セレブリティ・アッシュ」。機体名はコミックヒーローに由来し、エンブレムにもそれらしきキャラクターが描かれている。作戦開始時や撤退せずに作戦完了した場合には余裕ある言動を見せるが、機体が損傷すると悲観的な言葉を発して簡単に撤退してしまい、時には通常戦力相手に敗北することもある。
リンクス名は『ウルトラセブン』の｢モロボシ・ダン｣にちなんでいる。
No.30　チャンピオン・チャンプス
声：千々和竜策
射突ブレードに近い機能を持つ鉄塊を両腕に搭載した｢キルドーザー｣を駆る。解体作業を主に請け負うため、パーツ構成は戦闘用ではない。
機体腕部に装備されている｢DOZER｣は射突ブレードに似た武器。弾数は無限だが破壊力は近接武器で最低クラス、射程も最短である。

### ORCA旅団所属リンクス
No.1　マクシミリアン・テルミドール
声：諏訪部順一
レイレナード純正の逆関節ネクスト「アンサング」を駆るリンクス。ORCA旅団の旅団長にして旅団創生メンバー“最初の五人”の1人。扇動家にして諦観者にしてロマンチストという内面を持ち、作中では「複雑な、あるいは分裂した男」と評されている。
機体名の"unsang"は｢讃えられていない｣｢謳われない｣｢影の～」という意味を持つ。レイレナードの想定する戦闘スタイルに準じた高速機動戦を得意とする。
テルミドールとはフランス革命時に制定された革命歴の事であり、当時マクシミリアン・ロベスピエールという革命家が実在する。
行方不明になっていたカラードNo.1の男、オッツダルヴァと同一人物で、ストーリーの進行によって様々な立場から主人公に接することになる。
No.2　ネオニダス
声：ふくまつ進紗
壊滅したアクアビットと深い関係にあったリンクスであり、“最初の五人”の1人。リンクスとしての経歴は長く、極めて高いAMS適性と、巧妙な戦闘スタイルで知られていた。他のメンバーからは「銀翁（ぎんおう）」と呼ばれる。
乗機「月輪（がちりん）」はトーラスの標準機ARGYROSにエネルギー兵器を多数搭載し、実験兵器アサルトキャノンを装備する。
機体名｢月輪｣は仏教用語の一つ。
No.3　ジュリアス・エメリー
声：斎賀みつき
アスピナ機関において、ジョシュア・オブライエンの再来と呼ばれたエリートリンクス。“最初の五人”の1人であり、ORCA旅団では唯一の女性リンクスとなる。リンクス戦争末期にレイレナードへと合流した過去を持つ。高機動機体に重武装を施したネクスト「アステリズム」を操り、アルテリア・カーパルスの防衛部隊を20秒で殲滅するという腕前を見せる。機体名は「三ツ星」を意味する。
No.4　オールドキング
声：小山剛志
アルゼブラのパーツをベースにした逆関節ネクスト「リザ」を駆るリンクス。ラインアークに所属していたという過去を持ち、かつては反体制武装勢力「リリアナ」を率いていた。ORCA旅団の中でも特に異端な存在で、戦場で楽しげに「Thinker」を口ずさむその孤高な性格は誰にも理解できない。
クレイドル03の襲撃という、1億人もの死者を伴う計画を立案し、ルート次第では主人公に同行を持ちかけてくる。
No.5　真改（しんかい）
レイレナードの正規リンクスの中で唯一、リンクス戦争を生き延びたリンクス。“最初の五人”の1人だが、その性格は寡黙で目立たない。かつての盟友アンジェが運用していた03-AALIYAHベースの機体「スプリットムーン」に搭乗しており、レーザーブレード｢07-MOONLIGHT｣をはじめ、彼女の形見の品々も引き継がれている。
No.6　ヴァオー
声：ふくまつ進紗
メルツェルに見出され、以後、彼に付き従う。乗機「グレディッツィア」はガトリング砲を複数装備した、火力偏重のタンクタイプ。劇中では、メルツェルと共にビックボックスにてウィンDと主人公を迎え撃つ。エンブレムは白いカブトムシ。
No.7　メルツェル
声：速水奨
テルミドールと行動を共にするリンクスにして、“最初の五人”の1人。ORCA旅団副団長を務める。自身がリンクスとして優等ではないことを自覚しており、もっぱら参謀としてテルミドールのサポートに徹し、「クローズ・プラン」と呼ばれる計画を推し進めている。
機体はローゼンタールやGAのパーツを主体とした重量二脚の「オープニング」。ライフルとミサイルを駆使した堅実な戦いを見せる。劇中では、ヴァオーと共にビックボックスでウィンD達を迎え撃つ。
名前の由来はエドガー・アラン・ポーのエッセイ『メルツェルの将棋指し』から。そのためウィン・Dに「自動人形」と揶揄される。機体名はチェスにおける定跡を意味する。
No.8　トーティエント
声：千々和竜策
かつてカラードあり、一桁ランクを持っていたリンクス。自らの死期を悟りORCAに合流した。近距離戦闘を主軸にアサルトアーマー強化装置を装備した軽量二脚ネクスト「グレイグルーム」に搭乗する。
リンクス名はレオンハルト・オイラーが発見した数論的関数『オイラーのトーシェント関数』から由来。
No.10　ハリ
カラードランクNo.10と同一人物。短時間しか発揮できないAMS適性にあわせた乗機「クラースナヤ」の機体構成も変わらない。メルツェルにより首輪を外された一人で、あるシーンで彼の離反を知ることができる。カラードの頃と戦闘スタイルが異なり、クイックブーストとオーバード・ブーストを多用した高速戦闘を展開する。作中ではランキング戦以外では登場せず、いつの間にか姿を消している。

## 組織
声は依頼文において再生されるボイスである。

### GAグループ
GA（Global Armaments）
環太平洋圏を中心とした、世界最大の総合企業。
食料分野でアルゼブラと、化石資源分野でインテリオル・ユニオンと対立関係にあるほか、リンクス戦争当時内部対立していたGAヨーロッパを母体とするトーラスとの関係も悪い。
リリースする製品は実弾に対する耐性がある。アームズフォート「ギガベース」「グレートウォール」「ランドクラブ」を保有し、ギガベースとランドクラブは量産されている。「ランドクラブ」は旧式に属し、他企業にも売却されているが、新規生産は終了し、主力は「ギガベース」に移りつつある。
新標準機「GAN02-NEW-SUNSHINE」は、低AMS適性のリンクスによる運用を考慮した中量機体である。
有澤重工
日系の重工業系総合企業で、第43代社長の有澤隆文は優秀なリンクスでもある。
軍用車両や炸薬に専門性を発揮する。
パーツ名の全てに日本の温泉地の名がとられているのが特徴。
新標準機として「RAIDEN」を開発。旧標準機の「KIRITUMI」の頭部とGA製コア「GAN01-SS-C」を使用しているが、新規の腕と脚部は「KIRITUMI」のコンセプトを更に先鋭化した性能を持つ。
クーガー
GAの完全子会社で、ロケットエンジン分野に高い専門性を発揮する。
リンクス戦争当時は、GAグループ全体がコジマ技術に関して他企業に後れを取っていたが、戦後の情報・人事戦略によりその差を埋めつつある。
MSACインターナショナル
GAの完全子会社で、ミサイルや電子機器を手掛けるハイテク企業。特にミサイル部門のシェアが大きく、優良企業と評されている。
BFF（Bernard and Felix Foundation）
欧州2位の規模を持つ総合企業。
リンクス戦争当時は欧州の最大組織としてレイレナードとアクアビット陣営に与し、GAグループとは対立関係にあった。戦後、首脳部であるクイーンズランスを失うなど半ば壊滅状態に陥っていた所をGAの支援により復興する。
得意の長距離射撃・電子戦兵器の他、中近距離を主眼に置いた前衛用パーツや新標準機「063AN」の開発にも成功している。アームズフォート「スピリット・オブ・マザーウィル」を保有する他、海上戦力として「BFF第八艦隊」が登場する。

### オーメルグループ
オーメル・サイエンス・テクノロジー
西アジア圏を拠点とする総合軍事企業。特化技術だけでなく政治力にも優れており、企業連（後述）の中でも強い発言力を持つ。
技術水準は高く、リンクス戦争以前にコジマ技術の独自開発にも成功していた。戦後、同じくコジマ技術のリーディングカンパニーであったレイレナードの技術者を取り込んだことで、さらにその技術水準は向上している。同社の新標準機である「TYPE-LAHIRE」はレイレナード製ネクストの技術とフォルムが色濃く反映されている。
コジマ技術を巡り、旧アクアビット技術者が多数所属するトーラスとは競合対立関係にある。
直接的な戦力は少ないが、企業連での政治的台頭やかつて前作でジョシュアが搭乗していたプロトタイプネクスト“ARETHA”の改良機をはじめとする戦力支援、資金援助などの工作で周囲に影響力を発揮する。
メルツェルの働きにより、秘密裏にORCA旅団を援助していた。
インテリオル・ユニオンと共同でアームズフォート「アンサラー」を開発した。
ローゼンタール
財閥系巨大資本グループの一翼を担う総合軍事企業。
リンクス戦争以前からオーメルとは提携関係にあり、かつてはグループの盟主の地位にあった。しかし、戦後オーメルが旧レイレナードの技術者を吸収するなどの形で勢力を拡大したことにより、その地位をオーメルに譲り渡すこととなる。
極めて緻密な設計に裏打ちされた、汎用的でバランス感覚に優れた、癖の無い兵器を提供することで知られ、扱いやすい。また、世俗的認知度も高い。
新標準機は「TYPE-LANCEL」。国家解体戦争当時に開発された「TYPE-HOGIRE」を再設計、軽量化したもので、EN兵器の使用も想定されている。デザイン、標準装備の武装ともに騎士をモチーフとしている。
アルゼブラ
旧社名はイクバール。リンクス戦争後の首脳部刷新に伴い社名を変更したほか、イクバール時代に開発したパーツや標準機体の名称も変更している。
南アジア経済圏を実質支配する工業系総合企業で、豊富な人的資源と他企業には見られない特異な発想の兵器で知られる。とりわけ、機動性に特化したものが多い。アームズフォート「カブラカン」を保有する。新標準機「EKHAZAR」は耐久性と運動性能に優れている他、銃器を斜めに構える射撃スタイルが特徴。
食料問題を巡り、GAとは対立関係にある。
有沢重工同様、製品名に型式番号がつかない。射突ブレードやショットガンのように、近距離戦闘用の武器で知られる。
テクノクラート
ロシアの国有企業が母体となる軍事企業。元々はイクバールの子会社だった。
リリースする兵器は無誘導のロケットランチャーなど、旧式のものがほとんどで、技術水準も低い斜陽企業と評されている。

### インテリオルグループ
インテリオル・ユニオン
声：大原さやか
欧州一の軍事企業で、リンクス戦争当時はレイレナード、BFF側に属していた。発電施設「メガリス」を破壊され早々に戦線から脱落していたが、被害は最小限に留まり、レイレナードやBFFのように壊滅的な打撃を受けることは無かった。
高い技術力を持ち、特に旧メリエスが手掛けていたレーザー兵器に関しては、業界のリーディングカンパニーとしての地位を確固たるものにしている。
アームズフォートは「スティグロ」、GAから鹵獲した「ランドクラブ」（GA製のものとは武装が異なる）を保有するほか、オーメル・サイエンス・テクノロジーと共同で「アンサラー」を開発した。また、トーラスと共同して“イクリプス”を開発し、量産も行っている。
GAとは化石燃料分野で対立関係にある。
リンクス戦争当時から、レオーネメカニカ、メリエス、アルドラの三社による企業連合としてのインテリオル・ユニオンは存在していたが、戦後アルドラがそこから離れ、レオーネメカニカとメリエスの合併によって生まれた企業が現在のインテリオル・ユニオンである。
アルブレヒト・ドライス
かつて企業連合体としてのインテリオル・ユニオンを構成していた重工業系軍事企業で、独立後も、現在のインテリオル・ユニオンと良好な関係を保っている。アルドラと略称される。
ACの基幹技術の1つであるアクチュエータ複雑系（Actuator Complexity System:ACS）の開発元で、同技術のハードルが低くなった現在でも、高い専門性を発揮し続けている。初の自社独自設計ネクスト「SOLDNER」は、特に採算性に優れている。
トーラスの支援を受けて次期標準型ネクストを開発中であり、「SOLDNER」ではレイレナード製であったジェネレータとオーバードブースタが自社製となる予定である。
トーラス
リンクス戦争で壊滅したGAヨーロッパ（GAE）を母体とする新興企業。同じく壊滅したアクアビットの技術者を取り込み、コジマ技術に関して極めて高い技術水準を有している。GAEとアクアビットの特徴を凝縮した独特な兵器設計思想を持ち、AFソルディオス・オービットを目にした主人公のオペレーターや有澤からは変態呼ばわりされている。
コジマ技術に関してオーメル・サイエンス・テクノロジーと競合関係にあるほか、前身であるGAEを見限って崩壊させた当時の親会社、GAとの関係も悪い。
自社製ネクスト「ARGYROS」は、かつてのGAEとアクアビットの合作兵器「ソルディオス」の技術を生かした最重量機となっている。

### その他の組織
企業連
正式名称は「企業統治連盟」。企業社会の平和と秩序の維持に設立された国際機構で、全ての企業が籍を置く。現在は形骸化が進み、「企業の総意」を表現する場としてのみ存在意義を保っている。しかし、オーメルの政治的能力が大きいことから、オーメルの意思を代弁する事が多いとされている。
カラード
企業連管轄下のリンクス管理機構。
リンクス戦争後、各企業が全てのリンクスの占有権を放棄し、共同管理する方針を取ったために生まれた組織。しかし現在では企業連が形骸化していることもあり、企業の意を受けたミッション仲介ブローカーの溜まり場と化し、カラードランクの管理とオーダーマッチ主催以上の活動は行われていない。このため、実質的に企業専属となるリンクスや、カラードに所属しないリンクス「イレギュラー」も存在している。
所属リンクスは、イレギュラー側から「首輪付き」と揶揄されることもある。
ラインアーク
企業による支配とクレイドルを批判する最大の地上勢力。首長はブロック・セラノ。
流通の要衝、海上都市ラインアークを拠点とし、自由と民主主義を掲げているが、「来る者は拒まず」の姿勢を打ち出しているため、企業内の競争に敗れた者まで多数流入している。このため、政治的・社会的腐敗が進み、既にその理想は形骸化しつつあり、首長およびその側近だけがこの理想を堅持し続けている。そのためか、依頼内容の説明の仕方は非常に腰が低い。
ネクスト、ホワイト・グリントの存在が企業連との戦いを辛うじて可能としている。
物語中盤で居住区の電力供給施設メガリスを破壊され、完全に壊滅する。
アスピナ機関
ネクストの操縦システムであるAMS（Allegory Manipulate System）の開発・研究を手掛ける研究機関。特にオーメルとの関係は深い。
元はコロニーであり、リンクス戦争ではテスト個体であったジョシュア・オブライエン及びネクストAC「ホワイト・グリント」を実戦に投入していたが、戦後もその方針を維持し、データ収集のため、CUBEなどのテスト体を正規のリンクスとして登録し、実戦に投入している。
ORCA旅団
マクシミリアン・テルミドールとメルツェルが率いる反動勢力。密かにアームズフォート「ジェット」や、衛星軌道掃射砲「エーレンベルク」といった大規模な兵器も所有している。「クローズ・プラン」なる計画を推し進め、クレイドル体制に敵対する。前作で壊滅したレイレナードの遺産を多数有しており、作品中では「レイレナードの亡霊」とも呼ばれた。
プレイ一周目では絶対に敵対する組織だが、二周目から所属することが可能になる。
コルセール
カラードのNo.23、フランソワ＝ネリスが隊長を務める独立傭兵部隊。多くのネクストを擁するとされるが、隊長以外は劇中に登場しない。
リリアナ
クレイドル体制に敵対する反体制勢力で、ラインアークを追放されたこともある。かつてオールドキングが所属していたことが劇中で語られている。劇中ではクレイドル21を占拠したものの主人公によって奪還され、占拠していた部隊も全滅した。ハードモードではレイレナードの遺産である無人型ネクストを使用していたが入手先等は不明。その後については劇中では語られていない。

## アームズフォート
リンクス戦争以後の時代における企業の中核戦力である超大型機動要塞。国家解体戦争からリンクス戦争にかけて、最新兵器であるネクストとそれを駆るリンクスは、企業の最重要戦力として位置づけられていたが、リンクス戦争における人数の消耗に加え、特定の個人に戦力を依存することの脆さが露呈したため、各企業は、個人に依存しない、代替が可能な多くの人員によって運用できる戦力を目指し、アームズフォート（以下AF）を中核とした物量を戦略の中枢に置くこととなった。
ノーマルACや既存の兵器は高い攻撃力の前に接近することすら出来ず、装甲と耐久力の前に攻撃も通用しない。高コストではあるものの代替と量産が可能で、火力や防御能力はネクストACも大きく上回っており、「大多数のネクストにとってジャイアント・キリングは奇跡の親類」とも表現されるが、一部の機種を除いてAF同士での戦闘やネクストによる接近戦は想定しておらず、高ランクのリンクスが操るネクストに襲われれば被害は免れない。
アンサラー
インテリオル・ユニオン、オーメル・サイエンス・テクノロジーが共同開発した、最新の飛行要塞型AF。巨大な傘のような形状を持つ。レーザーキャノンやミサイルといった通常兵器に加え、コジマミサイルや大出力アサルトアーマーを使用する。また、傘下への攻撃を完全に防ぐ新型防御機構が搭載されている。
稼働する際に大量のコジマ粒子を放出し、実験施設などの閉鎖空間と同等の濃度のコジマ汚染を引き起こす。その反面、巨大な機体を無理やり浮かせているため、本体中央ブロックへの大きなダメージや各部位の損害拡大が墜落に繋がってしまう。
定期的に聞こえる謎の音を発振しているのだが、これはコジマ的先端技術により構成されたこのアームズフォートの機械音のようなものらしい。
名称は「回答者（answerer）」あるいはケルト神話に登場する剣「アンサラー」を意味する。
製品パッケージにも描かれている。
デザインは小林誠。
イクリプス
インテリオル・ユニオンとトーラスが共同開発した飛行型AF。円盤に翼が生えたような形状で、大出力のハイレーザーキャノンとミサイルを装備する。ハイレーザーキャノンは機体下部に設置されており、360度旋回することであらゆる角度へ攻撃することが可能。アームズフォートとしては耐久力が低く、円盤の真上に対する攻撃手段を持っていない。劇中では2機登場し、うち1機はオーメル・サイエンス・テクノロジーに提供されていた。
一定距離を進んだ後に行う反転運動中に撃墜すると回転しながら墜落する。
名称は英語で「月食・日食」等の意味での「食」をあらわす。
カブラカン
アルゼブラ製突撃型AF。前面に掘削シールドを配置し、4つの大型コンテナには無数の自律兵器を搭載している。
掘削シールドは廃ビルなどの障害物を薙ぎ倒して移動が可能。案の定馬鹿げた威力を持ち、喰らえばひとたまりもない。
極めて厚い装甲を持ち、ネクストの火力を以てしても正面からの貫通は困難。装甲スカート内のキャタピラへの攻撃で本体は走行を停止するが、自律兵器などの機能には影響が無く、戦闘を継続できる。
自律兵器は一機一機がネクストと同程度の大きさで、ノーマルと同程度の火力をもつ。
ブリーフィング中の資料映像によれば最低でも2機存在するようだが、劇中に登場したのは1機のみ。
名称はマヤ神話の巨人「カブラカン」。
デザインは小林誠。
ギガベース
GA製の拠点型AF。箱型の双胴船体を持つ。AFとしては比較的小型で装甲も脆弱になっている。下部の無限軌道による地上走行能力と海上航行能力を有する。主砲は射程と命中精度に優れ、ネクストといえど単独での接近は困難であることから、襲撃作戦ではVOBが使用されるケースもある。中央の双胴部分を繋ぎ止めている構造物が弱点だが、基本的にどこを狙ってもダメージは与えられる。ストーリー序盤から登場し、選択するミッション次第で敵にも味方にもなりうる。
グレートウォール
GA製の大型AFで、GA社は「地上最強」と称している。
複数のユニットが列車のように連結され、全長7kmに及ぶ。超大型の有澤製ガトリンググレネード砲や大量のミサイルといった強力な火砲と極めて分厚い装甲を備え、外部からの攻撃に対しては極めて堅牢。また、並外れた搭載能力を持ち、多数のノーマルAC、MTの輸送も可能。列車型の性質を生かして、敵機に侵入された場合、後部車両を切り離して中枢部を離脱させることもできる。
「地上最強」と謳う理由でもある非常に厚い装甲により、弱点である動力炉は外部から破壊できない為、内部に侵入しての破壊が要求される。内部には防御機構が存在せず、侵入された際の防御は搭載するMTやノーマルACに依存している。
1車両につき3階建てで40機ずつと2階に1機の合計121機のノーマルを搭載する能力がある。
実は登場時は全車両が連結しているわけではないらしく、全車両を連結すると14㎞近くの全長になるという。
ジェット
ORCA旅団が複数保有する特殊アームズフォート。拠点の襲撃を目的とした地上戦用のAFであり、レーザーキャノンとレーザーブレードを複数装備する。ブレードの威力はビルをチーズの如く両断する。
本体の装甲は堅牢だが、機体上部に設置された放熱ファンが弱点となっている。放熱ファンにカバーを取り付け弱点を克服した小型版の機体も登場するが、こちらはカバー以外の全体的な防御力が下がっている。
英語綴りは「jet」だが意味は黒玉である。
スティグロ
インテリオル・ユニオン製の水上戦用AF。射撃兵装はミサイルのみだが、大推力のブースターと大型レーザーブレードによる突進は、ネクストに匹敵する機動性と通常の軍艦を一撃で沈めるだけの破壊力を併せ持つ。また、最終完成型は大型レーザーブレードを射出して攻撃してくる事もある。ゲーム全編を通して、味方、敵、裏切り者、建造中に破壊対象にされるなど様々な役回りで登場する。担当デザイナーは宮武一貴。
スピリット・オブ・マザーウィル （THE SPIRIT OF MOTHERWELL）
全長2.4km、全高600mに達するBFF製の6脚歩行型AF。ヘリポートや2基の筒状カタパルト、独立して展開する3段式飛行甲板を2ヶ所に有しており、多数のノーマルを含む通常兵器を搭載する母艦としての能力を持つ。
AFとしては比較的古い部類に属する。射程200kmを誇る主砲の威力は高くネクストといえどVOBなしでの接近は困難だが、逆にVOBほどの加速力を持つ物体には命中弾を与えられない。近接防御用に各部位に垂直発射式ミサイルランチャーや機関砲を搭載するほか、ノーマルACなどの通常兵器が護衛として機能している。
各部位の損害が中央部分に伝播しやすいという構造上の欠点を抱えており、ミサイルランチャーと主砲を落とすことで崩壊する他、中央ヘリポートやACカタパルトなどを破壊していくことで両翼を折ることが出来る。
初期のプロモーション映像からオープニング映像でのホワイト・グリントとの戦闘、イベント、体験版、対戦フィールドのオブジェクト、サウンドトラックのパッケージなど、各種の媒体に登場している。一時期、特別配信ミッションにてミサイルがすべてコジマミサイルで構成されたマザーウィルと戦うことができた。
ランドクラブ
GA製の量産型AF。主砲塔を四基装備しており、標準装備は3連実弾砲台搭載型である。最も量産されていることもあり、なかにはアルゼブラやインテリオル・ユニオンに鹵獲運用されている機体もある。インテリオル・ユニオンに鹵獲された機体については、装備を拡散レーザー砲台に換装されている。また、ソルディオス・オービットの母機へ改修された機体もあり、作中での登場回数はAFの中で最も多い。脚部はあるがゲーム中では動いておらず、無限軌道で移動している。
ソルディオス・オービット
ランドクラブをトーラスが独自に改修したAF。
本体の性能に大きな変化はないが、上部に搭載されている通常の主砲に代えて、最大6基まで同時運用可能な球形の大出力コジマキャノン“ソルディオス砲”を搭載している。
ソルディオス砲は本体から分離飛行しての攻撃が可能であり、本体が破壊されても攻撃を継続することが出来る。防御面でもプライマルアーマーが施されていることから、本体と同等以上に堅牢。プライマルアーマーはアサルトアーマーとして攻撃に転用することも出来る。また、クイックブーストによる高い機動性を誇り、連射速度、命中精度共にソルディオスを上回る仕上がりとなっている。
ソルディオス砲の飛行は通常ブーストを使用せず、浮遊に近い。コジマ粒子の新しい運用法の鍵とされている。移動時に砲口裏のブーストを使う。
飛ばす必要性はさほどないはずだが、トーラスの趣味でそういう機構にしたため、メイ・グリンフィールドには「ふざけてる」と酷評され、オペレーターと有沢に至っては「変態」扱いされている。

## 用語
前作（『AC4』）と共通の用語はこちらを参照。
アームズフォート（AF）
リンクス戦争以後における企業の主力として、個人の能力に依存しない量産・代替が可能な戦力を目指した結果、誕生した巨大兵器。火力や防御能力もネクストの比ではないが、そのあまりの巨大さ故に構造的な弱点を抱えている機体もある。
アサルトアーマー（AA）
コジマ技術による防護膜であるプライマルアーマー（PA）を攻撃に転用した技術。周囲を一掃する大爆発を引き起こすが、一時的にPAを展開できなくなる。爆発には敵からの攻撃を無効化する効果もある。
オーバード・ブーストの拡張機能となっており、搭載型と非搭載型が存在する。
ヴァンガード・オーバード・ブースト（VOB）
ACの全長を上回るほどの大型外部ブースター。ネクストの背部に取り付けることで、通常のオーバード・ブーストを遥かに上回る時速2000km級の速度を発揮することが可能となる。短時間しか使用出来ない上に外部ユニットも使い捨ての為、専ら強襲や突撃、戦闘地域への長距離移動に使用される。一部のミッションで使用されるほか、オープニングでもホワイト・グリントが使用している。
エーレンベルク
旧レイレナードによって設計された、南極に立つ衛星軌道掃射砲。前作では一基のみだったが、今作では小型化し、三基が設置されている。前作同様、終盤のミッションで戦場となる。
カラードランク
カラードに所属するリンクスを実績順にランク付けしたもの。過去作におけるリンクスナンバーやアリーナランクに相当する。
ランキングには実績やオーダーマッチの戦績の他、所属企業の政治的な意向が大きく反映されており、No.9「ホワイトグリント」をはじめとしてランクと実力が乖離しているリンクスも存在している。
ORCA旅団にも同様のORCAランクが存在するが、下位でもカラードの高ランクに匹敵する実力を持つと言われている。
プレイヤーはランクに関係せず、表示されるランクは相対的な実力を示すものとなる。
クレイドル
リンクス戦争の結果、世界中の地表にコジマ汚染が拡大したため、清浄な高度7000mの高空に企業が建造した居住用巨大航空機。1機当たり2000万人の住人が暮らしており、人類の過半はすでに移住している。アルテリアと呼ばれる施設から送られる電力を使用して、大気中の水分を電気分解、取り出した水素を燃料として飛行しているため、半永久的に飛行が可能。5機前後の編成で1つの空中都市を形成し、作中にはクレイドル03及び建造中の21が登場する。いくつかの種類があり、クレイドル03と21では規模が異なる。中央の本体部分のみでの航行も可能であり、緊急時には一般住民の居住する翼部をパージすることが出来る。コジマ汚染を防ぐため、防衛戦力はノーマルACのみで構成されている。一方、クレイドルにもコジマ技術が用いられており、徐々に空の汚染は進んでいる。マクシミリアン・テルミドールには「矛盾を抱えた延命装置」とも表現された。
クレイドルが飛行する高度は「クレイドル空域」と呼ばれる。この領域にはネクストなどの機動兵器の進入が禁止されている。
クレイドルとは「ゆりかご」の意であり、現在の企業支配による体制そのものを象徴し揶揄する言葉でもある。
アルテリア
クレイドルにエネルギーを供給するための送信施設。巨大な対空砲のような形状の送信機が並べられている。作戦の舞台となる場合、アルテリア・カーパルス、アルテリア・クラニアムなど、個別の名称とセットで呼称される。
その重要性から防衛戦力も充実しており、作中ではノブリス・オブリージュがアルテリア・カーパルスの防衛を担当していた。
ラテン語で「動脈」を意味し、ウルナ、クラニアム、カーパルスはそれぞれ尺骨、頭蓋骨、手根骨を意味している。
アサルト・セル
設定上は『AC4』以前から存在する自律兵器。宇宙開発で他者に先行されることを恐れた各企業体が他社を妨害する目的で衛星軌道上に設置したが、打ち上げた数が膨大になりすぎた結果、当の企業体ですら事態を収拾できなくなってしまう。現在でも衛星軌道を埋め尽くすほど大量に存在し、高度9500m付近を越えたものを無差別攻撃してくる。クレイドルが7000mという高度に縛られている理由であり、人類の宇宙開発を阻んでいる。破壊してもデブリとなって宇宙開発を妨げるため、排除するにはエーレンベルクの圧倒的火力で消滅させるしかない。
クローズ・プラン
ORCA旅団が掲げる計画で、当初はアルテリア施設を破壊してクレイドル体制を覆す政治革命的な計画と思われていたが、実際にはアルテリア施設の掌握、そのエネルギーを衛星軌道掃射砲エーレンベルクに供給、アサルト・セルを排除し、宇宙開発の道を拓くというもの。もともとは前作で崩壊したレイレナード社が立案した計画で、この思想を引き継いだORCA旅団と創始メンバー「最初の五人」によって推し進められた。
宇宙開拓という人類の新しい道を歩むことが出来る一方、企業による宇宙を巡る新たな経済戦争を勃発させるという大きなデメリットがあった。
アーキテクト
ネクストのアセンブルを手掛ける者で、前作ではリンクスとして登場したエンリケ・エルカーノやK.Kなど、一線を退いたネクスト搭乗者がアーキテクトとして活動している例があるほか、独立傭兵のカミソリ・ジョニーやイェーイ、ORCA旅団のメルツェルなど、仲間に図面を提供している者もいる。
“ホワイト・グリント”の設計者アブ・マーシュの場合、パーツ自体の開発にまで関わっており、天才アーキテクトと称されている。
『ACFF』では、無人ACの機体とそのAIの構築を担当する人物を指す言葉だった。

## ARMORED CORE for Embrasure
「電撃ホビーマガジン」で連載されていた公式外伝小説。カラードのリンクス、ハリの戦いを描く。

### キャラクター
No.10　ハリ
真赤に染め上げた旧レイレナード純正フレームのネクスト「クラースナヤ」を駆る独立傭兵で、10代後半の若者。特殊なAMS適性の持ち主で、短時間しか戦闘能力を発揮できない。
愛機「クラースナヤ」は、AC V.I.シリーズデザインコンペからの登場となっている。
ナンバー不明　トミー・ユニオンジャック
インテリオルの旧式ネクスト「システム・シックス」を駆る中年リンクス。ロック音楽をこよなく愛し、戦闘中でも大音量で垂れ流すハイテンションな性格。ハリの僚機として、暴走したAFの撃破ミッションに赴く。

## キャンペーン
本ソフトの販売に先立ち、『アーマード・コア』関連のHPを運営する個人からオフィシャルサポーターを募り、抽選で選ばれた31（現在では30）の個人サイトに公式サイトからのリンク、および『fA』の最新情報の先行配信を行っている。
また、2月2日には招待者限定イベント「リンクスミーティング2008」が秋葉原UDXにて開催されており、ユーザーとの交流を重視したキャンペーンを実施している。このイベントには初代『AC』からのファンである岡部いさくがゲストとして来場した。発売日の前日である3月18日にも、同様のイベント「ArmsFort in MEGATHEATER ～リンクスミーティング3.18～」がイクスピアリにて開催され、そちらにはゲストとして岡部いさくの他、アメリカザリガニや原幹恵が来場している。
前作に当たる『アーマード・コア4』では、プロモーション映像や公式外伝作品がGyaO等のメディアに掲載・アップロードされていたが、本作のプロモーション映像の一部はYouTubeやニコニコ動画にアップロードされている。これらの動画投稿サイトにて公開されている動画は公式サイトのものとは異なり、AC軍事評論家の岡部いさく（すなわち、『AC』世界の住人という設定）が、本作に登場する兵器を解説するというスタイルになっている。

## 開発
『アーマード・コア4』に引き続き、宮崎英高が本作でもディレクターを務めた。